# Wish (compañía)
ContextLogic Inc., que gira comercialmente como Wish, es una compañía de comercio electrónico en línea. Fue fundada en 2010 por Peter Szulczewski (CEO) y Danny Zhang (CTO), ex-programadores de Google y Yahoo. En 2017, la aplicación de compra móvil de "Wish" decía tener más de 100 millones de usuarios en  iOS y Android. Actualmente cuenta con más de 500 millones usuarios según la propia empresa.
Similar a eBay, Amazon o AliExpress, fabricantes y negocios pequeños pueden vender bienes directamente a los consumidores. En 2017, la tienda Wish añadió el Outlet, el cual vende excedentes de stock de marcas reconocidas, por debajo del precio en tienda. La tienda añadió también Wish Express, el cual ofrece envíos más rápidos.

## Historia
En 2010, Wish empezó como una aplicación donde los usuarios creaban listas de objetos deseados, y la compañía se ponía en contacto con distribuidoras para obtener esos artículos en concreto. Además, integraron un modelo de Pago por clic a través de anuncios en Facebook. En 2013 Wish se convirtió en un sitio de comercio electrónico, después de que preguntara a los fabricantes si querían vender sus productos directamente en la aplicación, donde Wish se quedaría con una parte proporcional de lo obtenido con las ventas.
A finales de 2015, Business Insider informó que Amazon y Alibaba se habían acercado a Wish con ofertas de adquisición por valor de USD $10 mil millones, pero Wish rehusó las ofertas, creyendo que podrían venderla en al menos USD $100 mil millones.

### Popularidad
La aplicación de compra reclama tener más de 500 millones de usuarios alrededor del mundo. Wish se mantiene de manera consistente en el primer puesto dentro de las aplicaciones de compra App Store y Google Play, según una aplicación de análisis de plataformas llamada Annie. Wish es el mayor anunciante en Facebook y gasta cerca de USD $100 millones al año en anuncios en esta plataforma.
Wish se ha convertido en la aplicación de compra más descargada de EE. UU. en 2017. A lo largo de los años, juntando las descargas de la App Store y Google Play, Wish alcanza las 32,5 millones de descargas en EE. UU. comparadas a las 29,2 millones de descargas de Amazon.

### Sociedades
En 2017, Wish se expande en busca de socios de alto nivel a través del patrocinio del encuentro entre Mayweather vs. McGregor. Durante ese año, Wish pagó entre USD $30 a $42 millones para convertirse en patrocinador de Los Angeles Lakers. El patrocinio consiste  en un contrato por 3 años, que hace que aparezca el logotipo de Wish en la camiseta de Los Angeles Lakers.
En 2018, Wish anunció su integración con la plataforma de comercio electrónico, Expandly.

### Financiación
La empresa ha recaudado más de un USD $1500 millones en fondos de capitales de riesgo tales como: Temasek, DST Globales, GGV Capital, Fondo de Fundadores, y Jerry Yang AME Aventuras de Nube.

## Productos y servicios
Los productos de Wish incluyen vestuario, electrónica de consumo, productos de belleza, decoración de hogar y productos para bebes. El sitio web cuenta con plataformas adicionales para productos particulares como: Geek (electrónica), Mama (familia), Cute (belleza), y Home (decoración). La compañía también ofrece servicios como Wish Outlet, el cual vende excedentes de stock de marcas conocidas a un precio reducido, y Wish Express, donde se ofrece un envío más rápido.

## Controversia
A pesar de ser muy económico, muchos clientes han tenido experiencias negativas con Wish y otros sitios de envíos directos desde China, incluyendo productos defectuosos (particularmente falsificaciones), "los productos fueron pagados y nunca los recibimos, y las peticiones de devolución del dinero fueron ignoradas". Por el contrario, mayoristas establecidos en Norteamérica, que importan de China, son más caros pero aseguran un control de calidad y garantía de devolución de dinero.
Wish, como Amazon y otros sitios web de ventas en línea, no tiene que recoger impuesto de ventas en muchos Estados de Norteamérica. Mientras numerosos estados actualmente están luchando contra esta práctica en el tribunal; es más difícil aplicar la ley contra compañías establecidas en China que aquellas con presencia en EE. UU..